# Kynos Verlag
Der Kynos Verlag wurde 1980 im rheinland-pfälzischen Mürlenbach durch das Ehepaar Helga und Dieter Fleig mit dem ersten eigenen Buch über Kampfhunde gegründet, das damit dem Mangel an deutschsprachiger Fachliteratur über Hunde abhelfen wollte. 1992 wurde der Verlag in eine GmbH umgewandelt und erhielt den Namen Kynos Verlag Dr. Dieter Fleig GmbH. Seit Ende 2007 sitzt das Unternehmen in Nerdlen.
Insgesamt hat der Verlag etwa 250 Titel im Programm, neben den Veröffentlichungen des Gründers Dieter Fleig auch Bücher anderer bekannter Kynologen wie Hans Räber, Eberhard Trumler, Dorit Urd Feddersen-Petersen und Stanley Coren.
Der Verlag ist Mitglied im Börsenverein des Deutschen Buchhandels.